# سان کیوتینگ
سان کیوتینگ (انگلیسی: Sun Qiuting؛ زادهٔ ۲۲ سپتامبر ۱۹۸۵) شناگر موزون اهل چین است.